# ボイン (俗語)
ボインは、女性の乳房が大きなさま、あるいはそのような乳房を表す俗語。語源について、弾力のある物体が衝突するさまを表す擬態語から派生した用法であるとする文献もある。通常、若い女性の大きくて弾力のある乳房に対して使う。性的対象とみなしていない乳房にはふつう使わない。
1967年、大橋巨泉が『11PM』という番組の中で朝丘雪路の乳房をボインと表現し、朝丘をボインちゃんというあだ名で呼び始める。この言葉は「フーテン」「ヒッピー」「アングラ」「蒸発」「大和魂」などとともにこの年の流行語となる。朝丘は『巨泉・前武ゲバゲバ90分!』に出演した際、「配送業者に拇印を求められて、ボインを伝票に押し付ける」というコントを演じたこともある。巨乳タレントの元祖と評する者もいる。
これについて大橋は、2013年のインタビューの中で「どうして、ボイン、ボインと出ているの」と言ったように思うと発言している。隣にいる朝丘が自然に目に入るが、深夜番組なので話題にしないのも損だと思った（朝日新聞の記事による）。小島功も「あれは巨泉君の造語でね、イレブンで隣にいた朝丘雪路さんの胸が立派だったから。」と証言している。
1969年、月亭可朝が『嘆きのボイン』というシングルをリリースするが、この言葉が使われるようになった発端はこの曲であるとする文献もある。
1982年には『日本国語大辞典』が、1998年には『広辞苑』第五版が見出し語に採録する。